# Спірне (Житомирський район)
Спі́рне — село в Україні, у Житомирському районі Житомирської області. Входить до складу Радомишльської міської громади. Населення становить 43 осіб.

## Географія
На північному сході від села річка Висохла впадає у річку Гуску, праву притоку Білки.